# Тип 88
Тип 88 (ZTZ-88) — китайский основной боевой танк. Является дальнейшей модификацией танка Тип 80-II, принят на вооружение Народно-освободительной армии Китая в 1980-х годах. По своим основным характеристикам и боевым возможностям танк Тип 88 сравним с такими западными машинами, как американский М60, британский Чифтен, французский AMX-30 или немецкий Леопард-1. Серийное производство танков «Тип 88» и их модификаций было прекращено в 1995 г. после выпуска около 500 танков, принятых на вооружение НОАК.

## Модификации
- Тип 88 (ZTZ-88) — серия 1988-95 гг = 105-мм нарезная пушка Type 83;
- Тип 88А (ZTZ-88A) — модернизированный с удлиненной пушкой = 105-мм нарезная пушка Тип 83-I;
- Тип 88В (ZTZ-88B) — с новой системой управления огнём = 105-мм нарезная пушка Type 83;
- Тип 88C (Тип 96) (ZTZ-96) — модернизированный с удлиненной пушкой = 125-мм гладкоствольная пушка ZPT-98;
- Тип 88D — проект, Тип 88C с усиленным бронированием = 125-мм гладкоствольная пушка ZPT-98.

## Операторы
- Китай: 300 Тип-88A/B, по состоянию на 2016 год[1]